# Damon annulatipes
Espèce
Synonymes
- Phrynus annulatipes Wood, 1869

Damon annulatipes est une espèce d'amblypyges de la famille des Phrynichidae.

## Distribution
Cette espèce se rencontre en Afrique du Sud et en Eswatini,. .

## Publication originale
- Wood, 1869 : On the Phalangia and Pedipalpi collected by Professor Orton in Western South America, with description of new African species. Transactions of the American Philosophical Society, vol. 13, p. 435-442 (texte intégral).